# IC 130
IC 130 је лентикуларна галаксија у сазвјежђу Кит која се налази на листи објеката дубоког неба у Индекс каталогу.
Деклинација објекта је - 15° 35' 28" а ректасцензија 1h 31m 28,7s. Привидна величина (магнитуда) објекта IC 130 износи 15,1 а фотографска магнитуда 16,1. IC 130 је још познат и под ознакама MCG -3-5-1, NPM1G -15.0069, PGC 5671.